# Jaime Arias Zimerman
Jaime Arias Zimerman (Barcelona, 1922 - 10 d'octubre de 2013) fou un periodista català.
Els seus pares eren jueus, la seva mare asquenasita originària d'Odessa i el seu pare sefardita oriünd de Turquia. Va iniciar la seva carrera professional el 1939 com a col·laborador de l'agència Mencheta. Va ser redactor i després secretari de redacció d'El Noticiero Universal (1941-1952). També va col·laborar a la revista Destino (1951) i al diari ABC (1953), corresponsal del diari Informaciones, i va dirigir el Diario Femenino (1968-1969). El seu coneixement de l'anglès va permetre que el fitxessin com a corresponsal de The New York Times, per a qui va explicar la vaga de tramvies de 1951 a Barcelona. També fou cap de comunicació de Paramount Pictures i United Artists, cosa que li va permetre passejar Ava Gardner per la Costa Brava i preparar entrevistes amb Sophia Loren.
Va ser conseller de direcció del diari La Vanguardia i columnista durant més de quaranta anys, on publicava les seves cròniques. Es considera molt rellevant la seva contribució a la construcció europea i també el seu paper incisiu i lúcid com a testimoni del final del segle xx, raó per la qual va rebre el 2006 la Creu de Sant Jordi. El 2007 el Col·legi de Periodistes de Catalunya li concedí el premi Ofici de Periodista. El 2011 va rebre el premi John F. Kennedy per la seva trajectòria.

## Obres
- Los hemos visto pasar (1947)